# Raymanninus schmitti
Raymanninus schmitti är en kräftdjursart som först beskrevs av M. J. Rathbun 1931.  Raymanninus schmitti ingår i släktet Raymanninus och familjen simkrabbor. Inga underarter finns listade i Catalogue of Life.